# Hôtel de ville d'Arras
L'hôtel de ville d'Arras est un bâtiment de la commune d'Arras dans le Pas-de-Calais, en France. Tout comme le beffroi, il s'agit d'un monument historique.
La construction de l'hôtel de ville a débuté en 1501. L'emplacement a été choisi sur la Petite Place car le beffroi y était également en construction. L'hôtel de ville a été deux fois agrandi ; la première fois, l'agrandissement a eu lieu juste après la construction, la seconde fois, en 1572. L'hôtel de ville a été détruit durant la Première Guerre mondiale puis reconstruit à l'identique.

## Description
L'hôtel de ville d'Arras est situé place des Héros à Arras. Il est adossé à un beffroi classé au titre des monuments historiques et inscrit sur la liste du patrimoine mondial de l'Unesco.

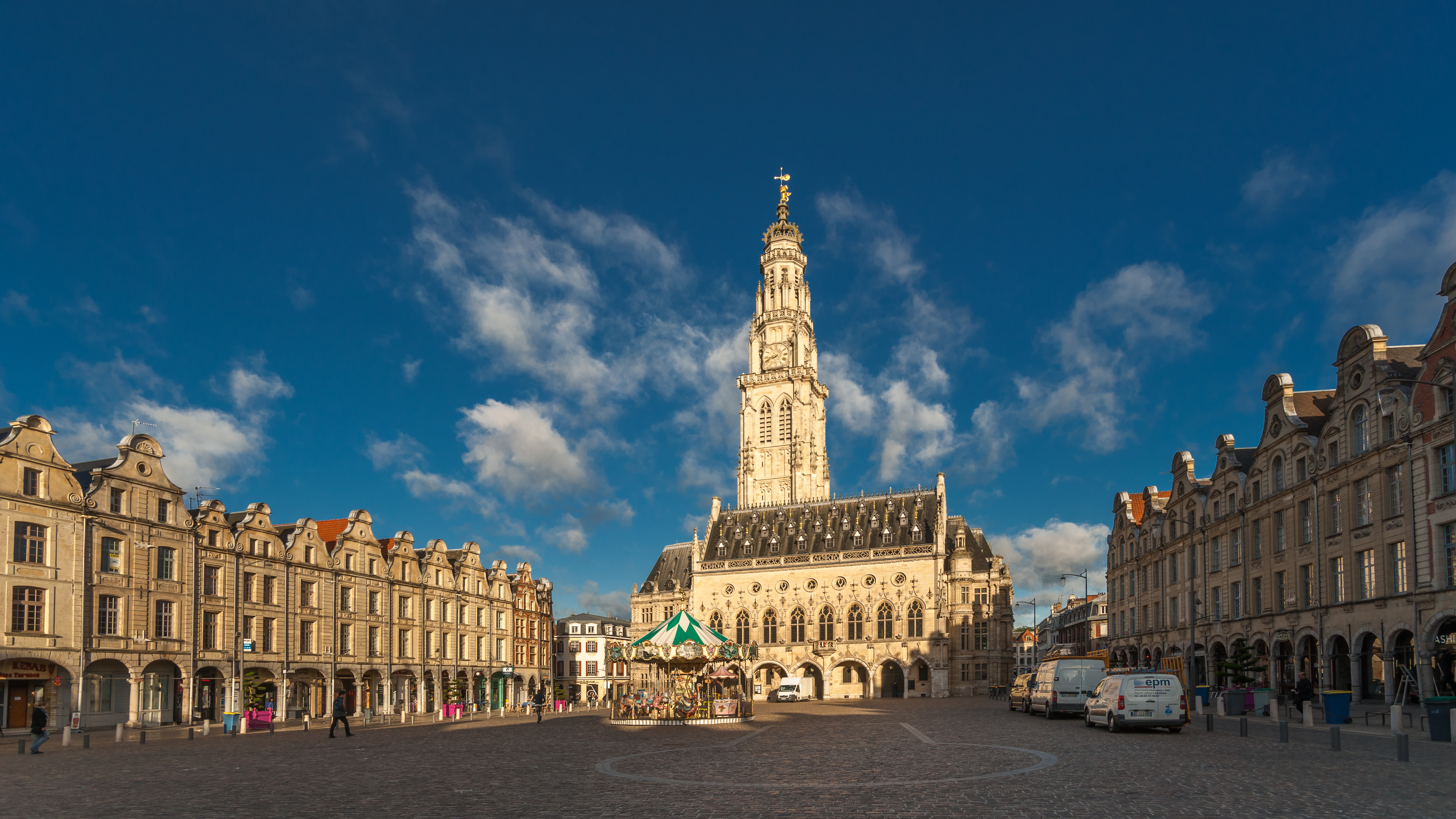
Vue d'ensemble de l'hôtel de ville, du beffroi et de la place des Héros.

## Histoire
En 1501, un conseiller de la ville fait remarquer que l'emplacement de l'ancien échevinage de la ville est caduc et que le bâtiment est en ruine. On décide de construire  le nouvel hôtel de ville  sur la petite place, en même temps que le beffroi. Le bâtiment est, à sa construction, soutenu d'une part par deux contreforts et d'autre part par six piliers formant sept arcades en arc-brisé d'inégales portées. Le premier étage est composé de sept fenêtres en arc-brisé, avec des archivoltes fleuries, en dessous d'œils-de-bœuf. Le toit est aigu, composé de trois rangées de lucarnes, et recouvert d'ardoises. Le bâtiment est inspiré de l'hôtel de ville de Saint-Quentin. Le maître d'ouvrage en 1513 est Mahieu Martin.
À la fin de la construction, en 1517, il restait une maison de chaque côté de l'hôtel de ville. L'une s'appelait l'Asne rayé, l'autre la Tourtereulle. L'hôtel de ville s'est vite retrouvé trop étroit ; il manque une salle des conseils, une cuisine, une pièce pour le concierge, et d'autres appartements. Il est ainsi agrandi perpendiculairement en arrière de « quatre-vingt-huit pieds de longueur sur trente de largeur »,. L'agrandissement de l'hôtel de ville déplace l'entrée du beffroi. Celle-ci se retrouve au premier étage.

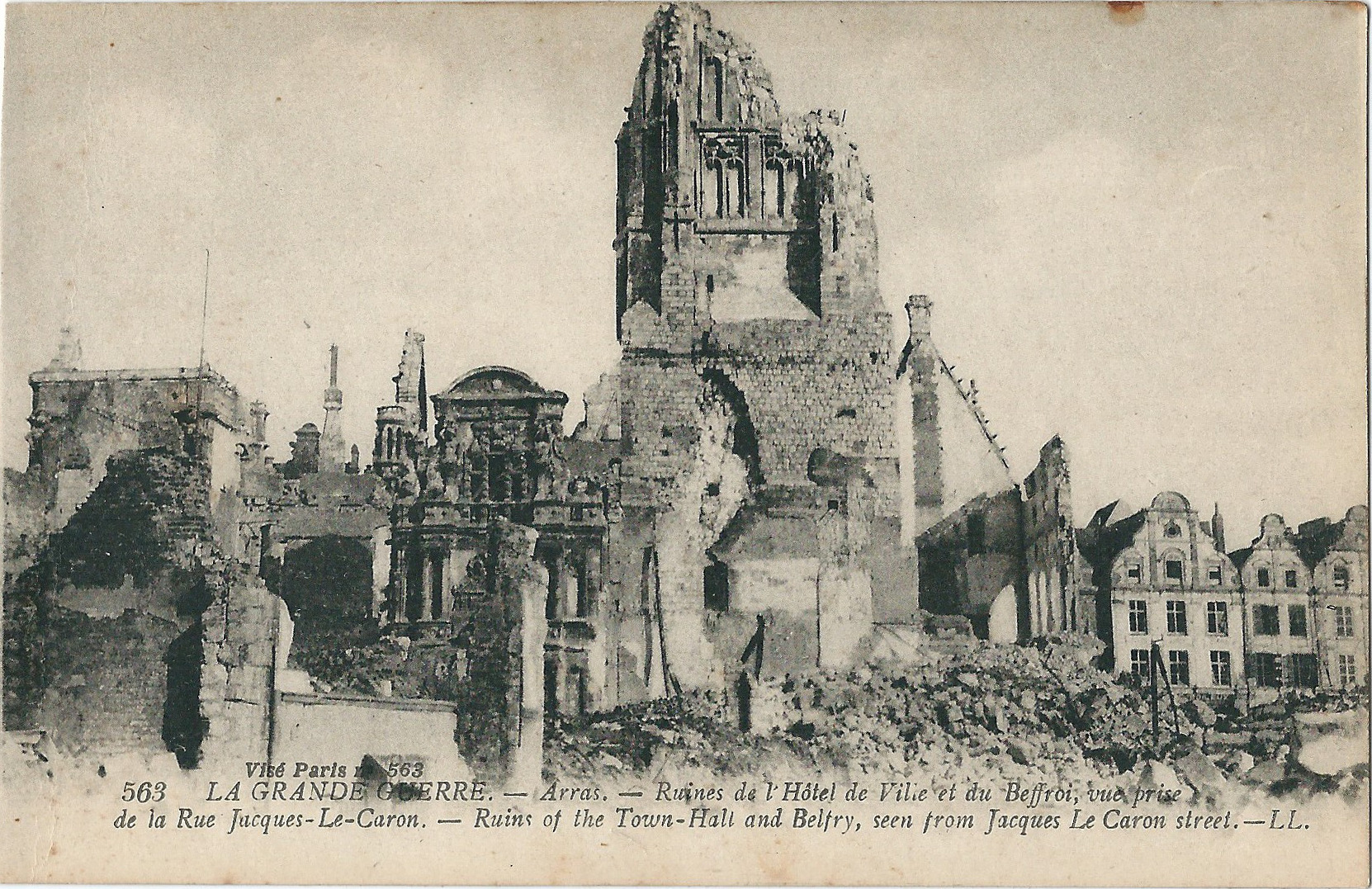
L'hôtel de ville et le beffroi en ruines (1918).

En 1572, un pavillon dans le style Renaissance donnant à la place et sur la rue Vinocq est ajouté au corps principal du bâtiment. Il s'agit de l'œuvre de l'Artésien Mathias Tesson.
Le 26 août 1867, l'hôtel de ville restauré et augmenté de décorations néo-Renaissance et néogothique caractéristiques de l'architecture éclectique du Second Empire, est inauguré en présence de Napoléon III.
Il est détruit par l'artillerie allemande pendant la Première Guerre mondiale. Il est en effet brûlé le 7 octobre 1914. Il est reconstruit après la guerre. Pierre Paquet, architecte des monuments historiques chargé de la reconstruction à Arras, choisit une restitution fidèle à l'aspect extérieur général de l'édifice à la fin du XVIe siècle. L'intérieur se pare également d'une décoration mêlant néogothique (voûtes en croisées d'ogives dans l'entrée), néo-Renaissance flamande (la tapisserie marouflée de la salle des fêtes) et art déco (grilles en fer forgé, escalier, bureaux aux étages) dans un ensemble étonnamment homogène et élégant. Pierre Seguin est sélectionné en 1924 pour la sculpture des ornements de la façade de l’hôtel de ville ainsi que pour la réalisation de la cheminée en pierre de taille et de 132 panneaux sculptés en chêne qui décorent la salle des fêtes,.
Le bâtiment historique qu'est l'hôtel de ville d'Arras ne doit pas être confondu avec la mairie d'Arras, construite dans un style contemporain, et située un peu plus au nord, 6 place Guy-Mollet.

## Architecture

### Extérieur
Les façades de l'édifice sont classées au titre des monuments historiques par arrêté du 17 juillet 1921. L'hôtel de Ville se distingue par sa composition en deux parties. En effet, la première halle construite à partir de 1501 est d'un style gothique flamboyant s'élançant vers la place, là où les pavillons Renaissances rajoutés se situent en retrait et se prolongent vers la place de la Vacquerie.

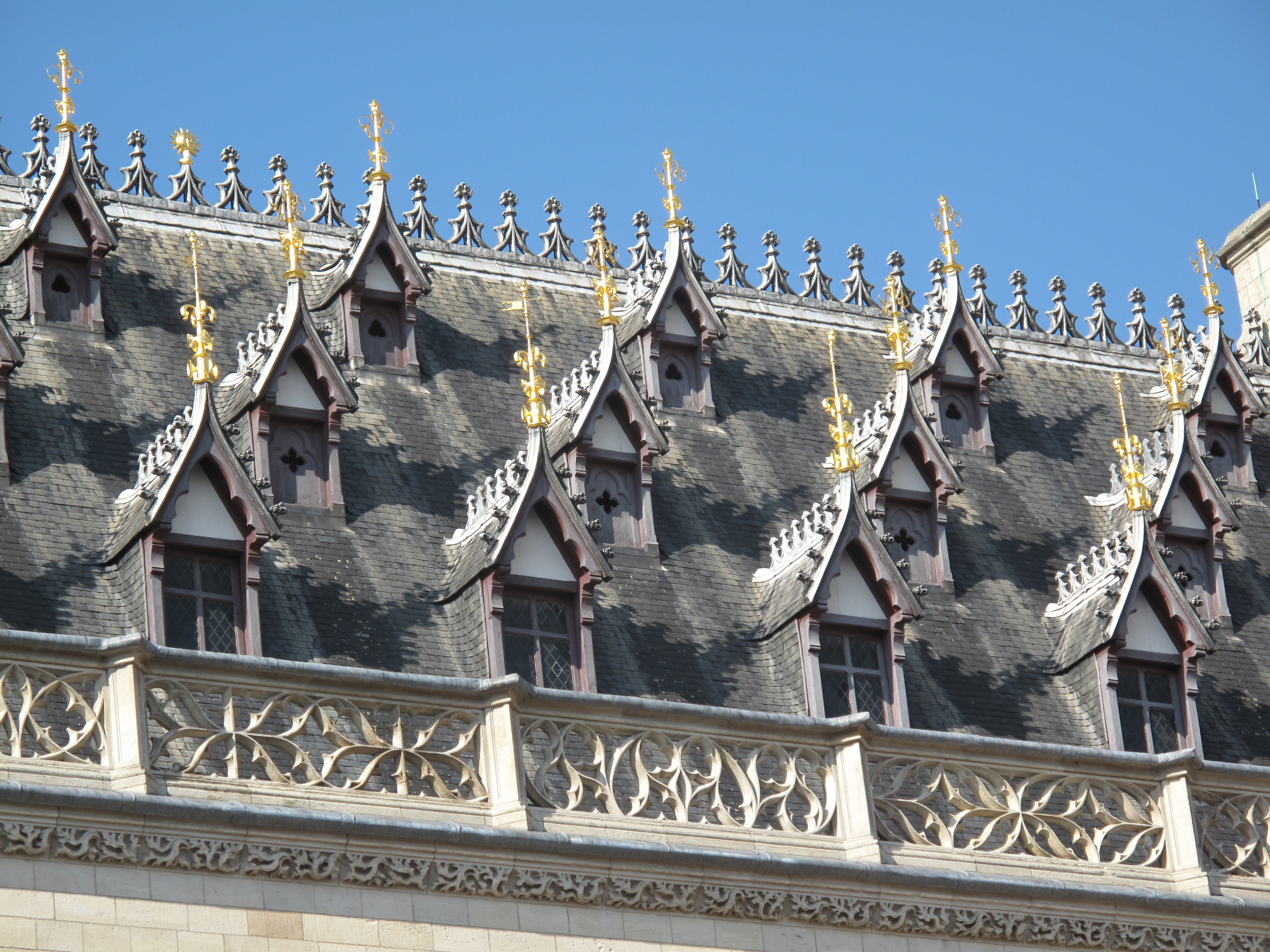
Détail du toit.
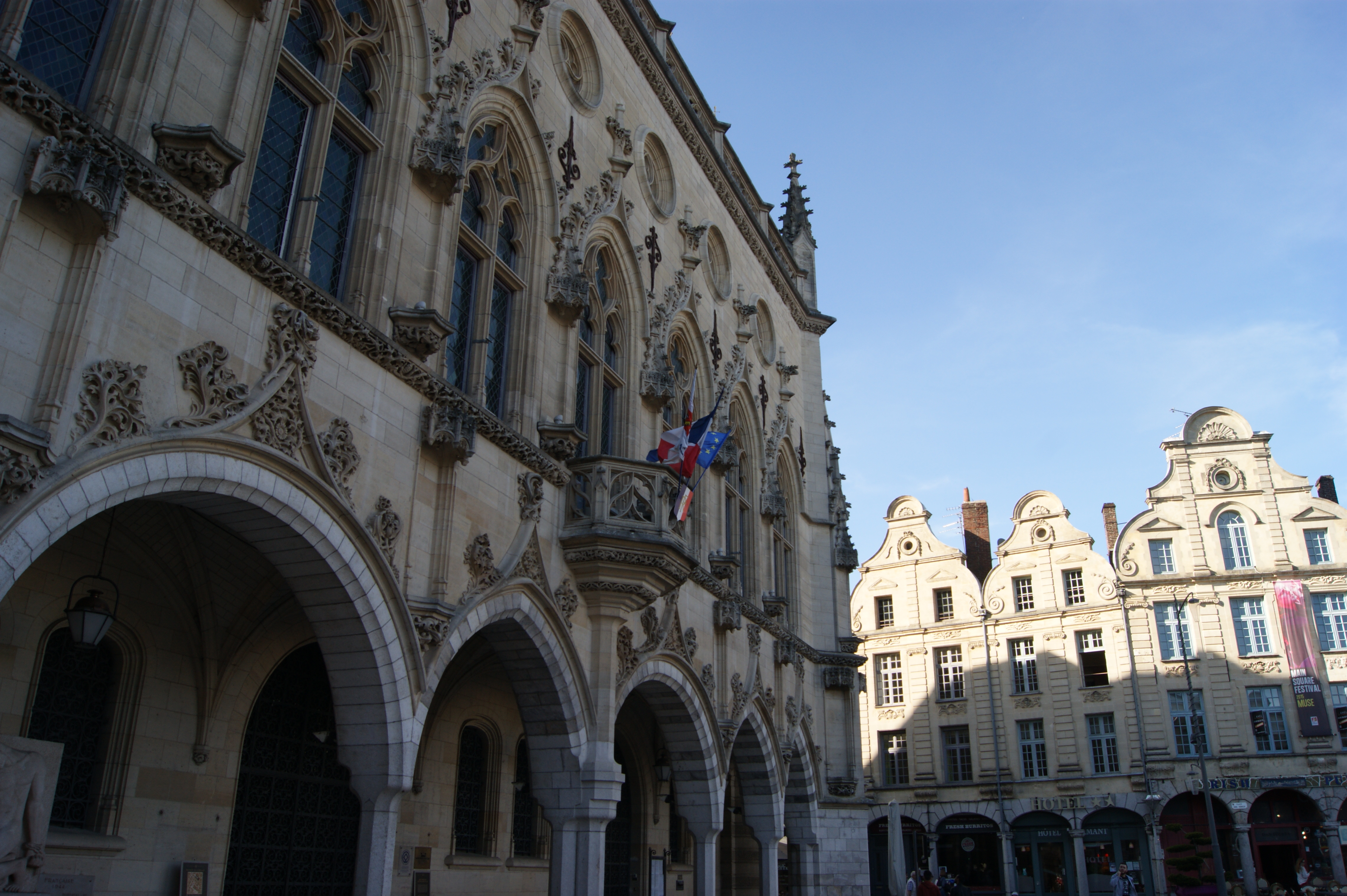
Détail de la façade de style gothique flamboyant.
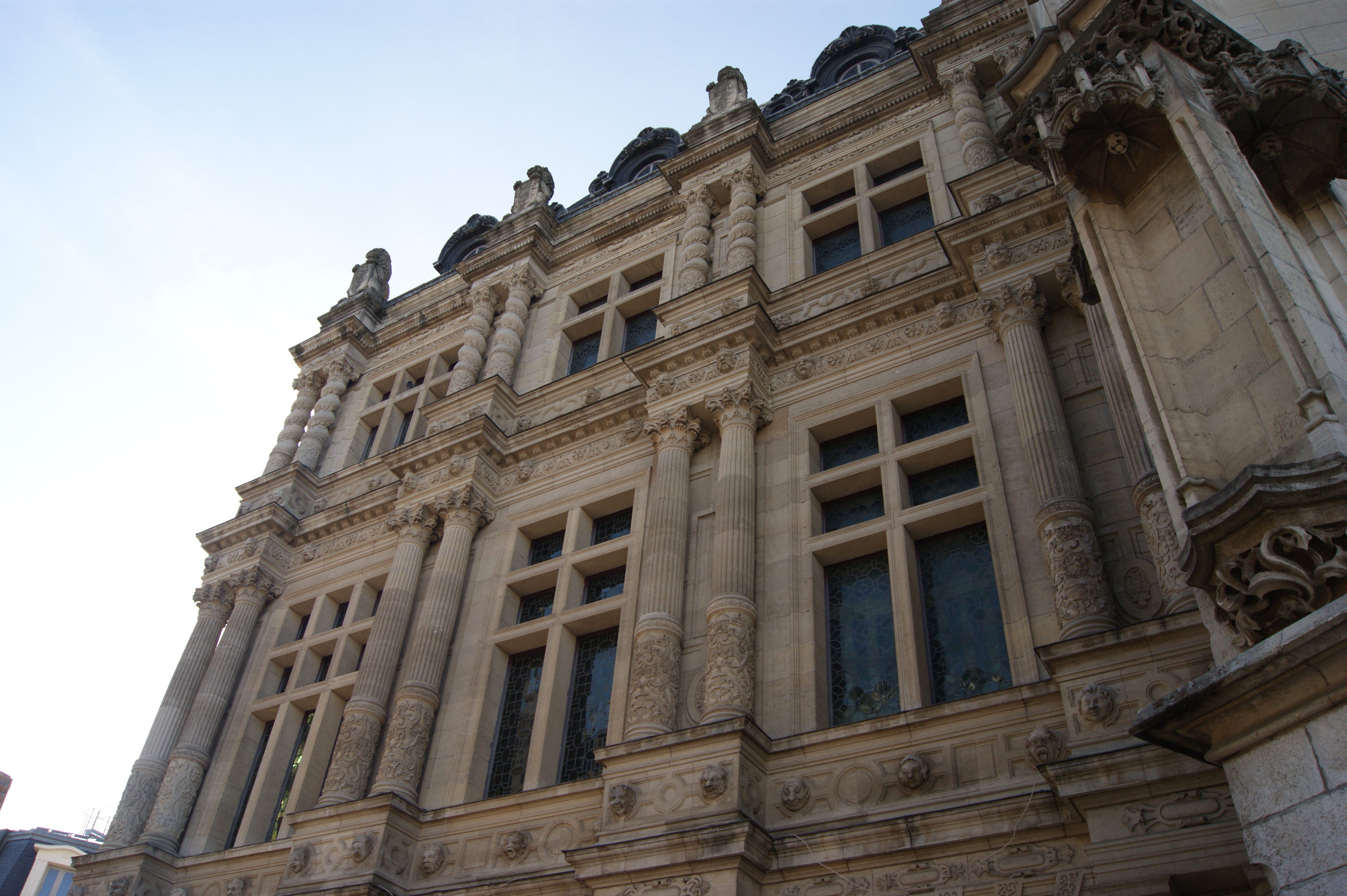
Détail de la partie Renaissance de l'hôtel de ville.
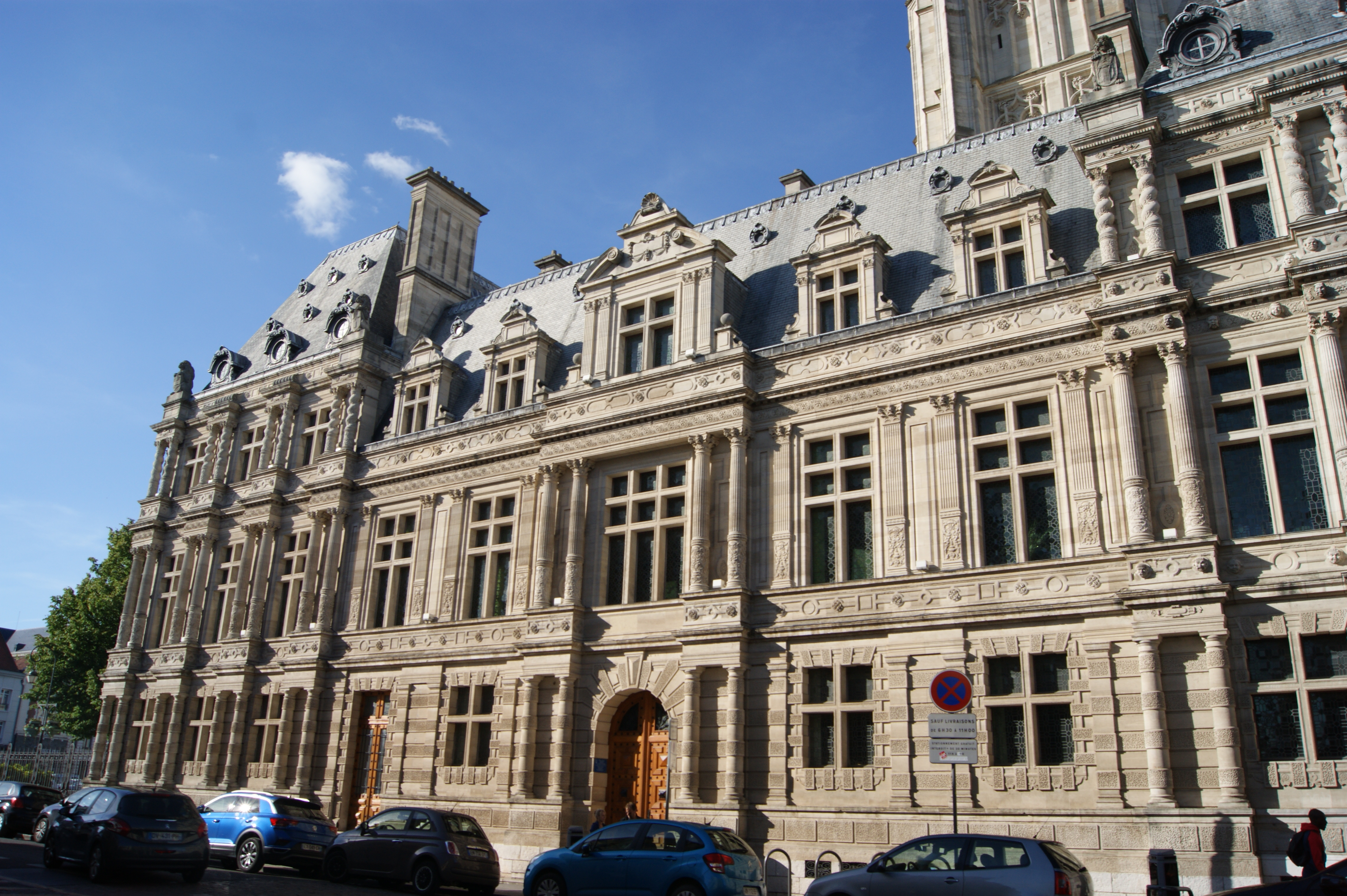
Façade sud de l'hôtel de ville.

### Intérieur

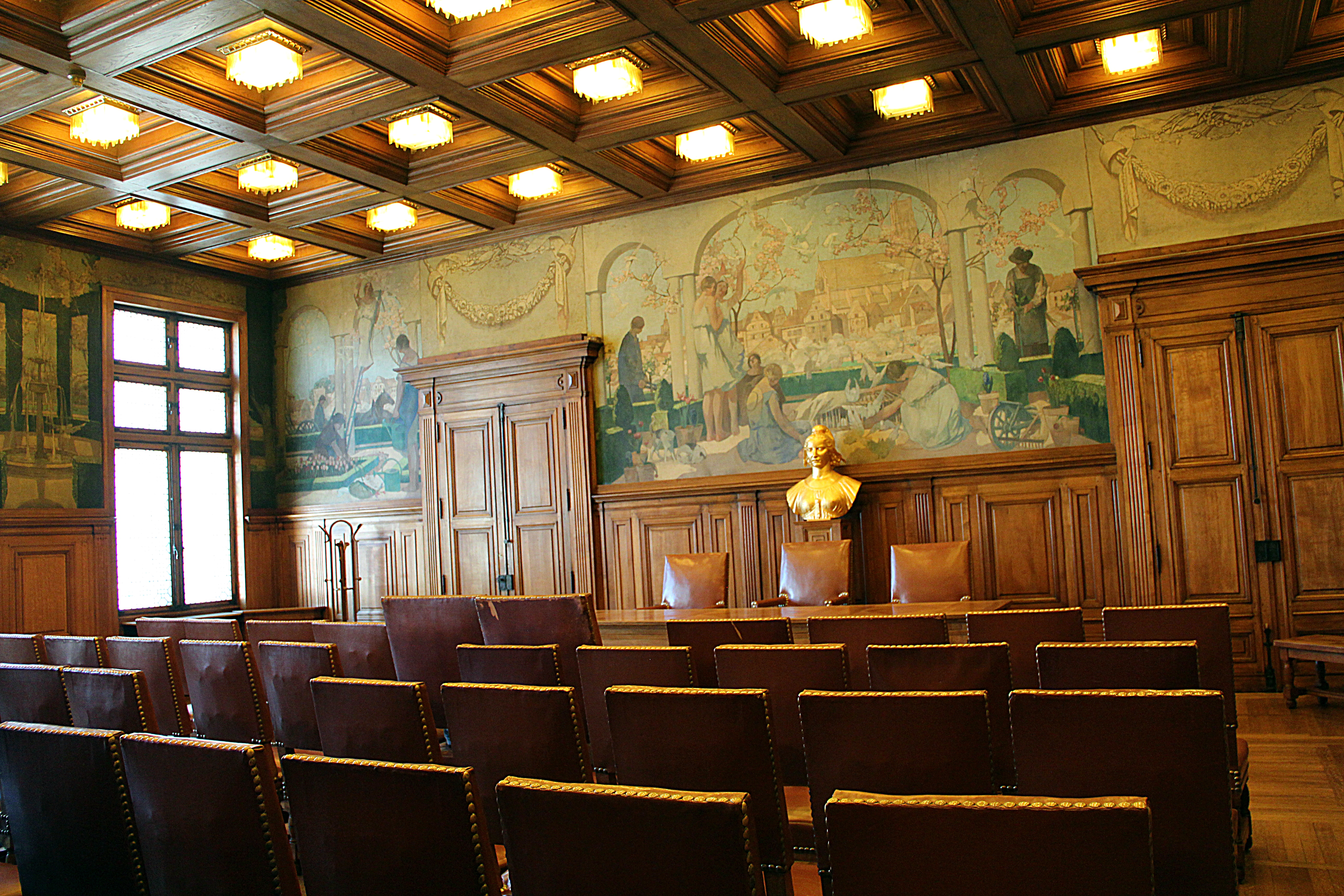
salle des mariages de l'hôtel de ville.
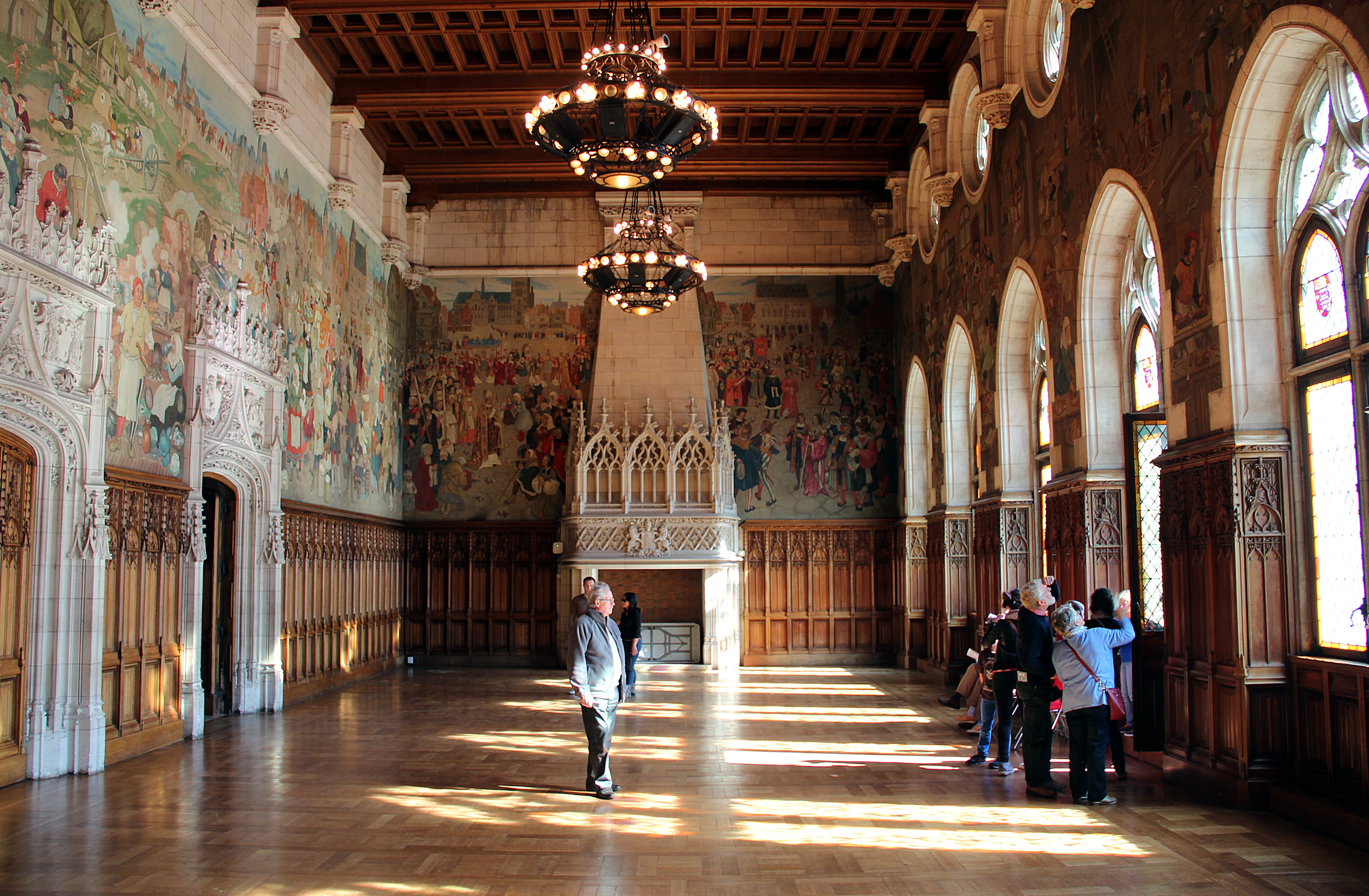
Salle des fêtes de l'hôtel de ville.
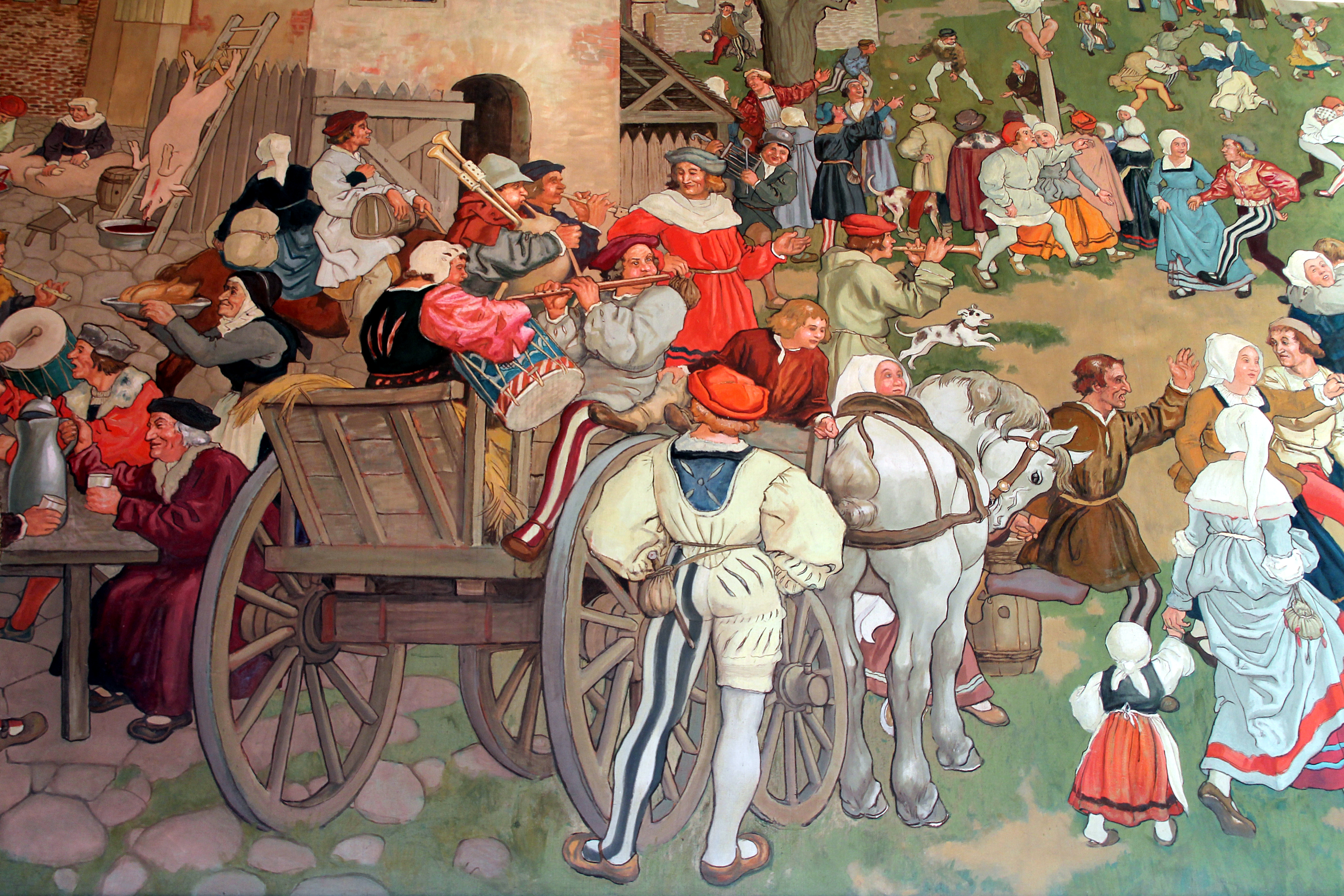
Détail d'une des fresques de la salle des fêtes.
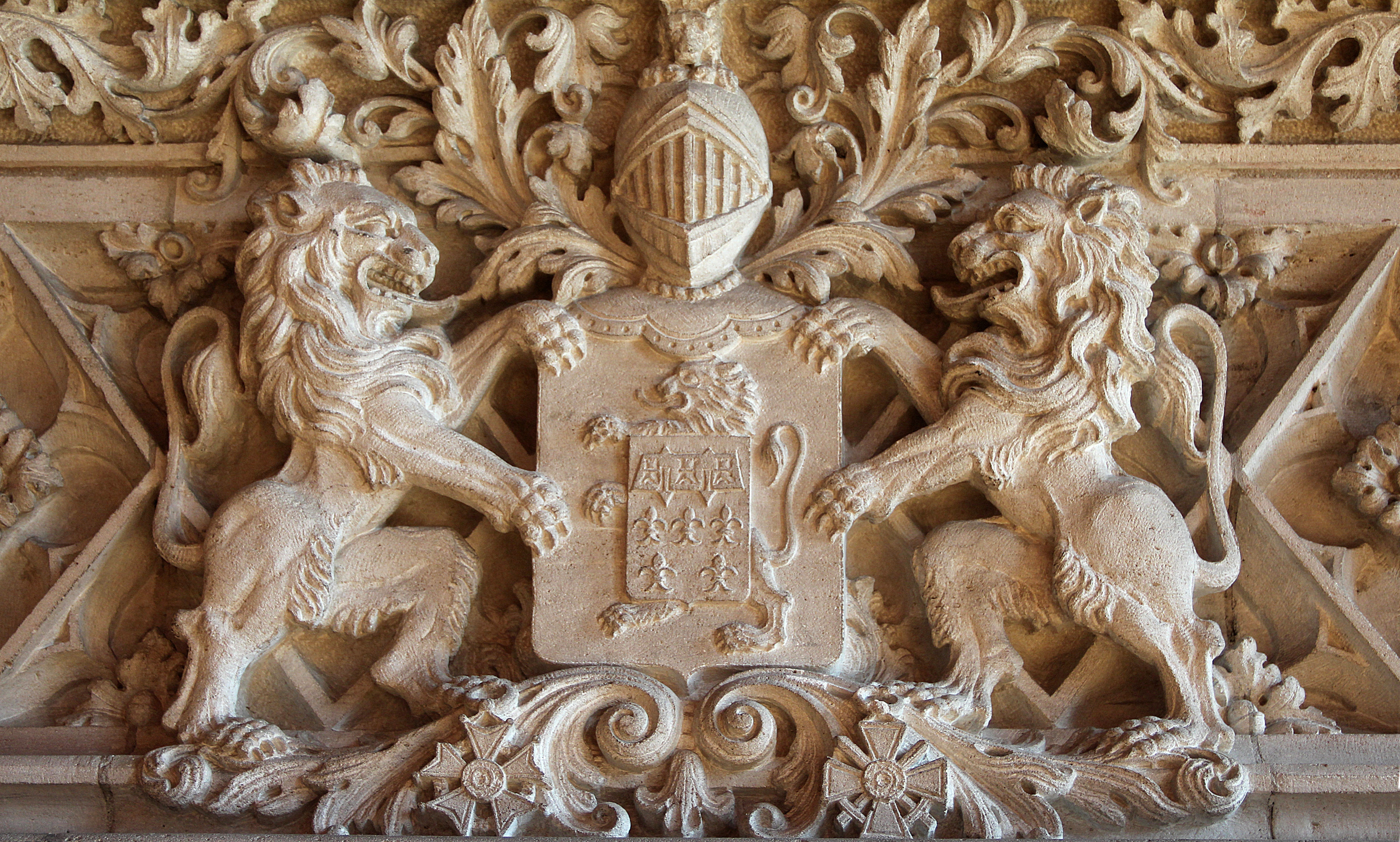
Détail de la cheminée de la salle des fêtes.

## Boves
Des souterrains, appelés les boves, sont creusés à partir du IXe siècle à Arras, dans un premier temps pour exploiter la craie blanche et construire les églises et les remparts de la ville. Au XIIe siècle, ils sont reconvertis en lieu de stockage par des marchands et servent de liens entre les caves des maisons. Lors de la Grande Guerre, avant la bataille d'Arras (1917), 24 000 soldats de l'Empire britannique s'y installent après avoir entrepris des travaux de raccordement des diverses caves et galeries. Pendant la Seconde Guerre mondiale, des habitants s'y réfugient pour se cacher des bombardements (voir aussi l'article « Carrière Wellington »). Situés à 12 mètres sous la surface, les boves font une vingtaine de kilomètres ; la température y est de 11°C et le taux d'hygrométrie de 80 %. Ils se visitent depuis le sous-sol de l'office du tourisme d'Arras, installé dans l'hôtel de ville.

## Dans les arts
Une scène du film La Liste de mes envies (2014) est tournée dans le beffroi de l'hôtel de ville.